# Thomas Boydell
Thomas Boydell (né le 15 décembre 1882 à Newcastle upon Tyne en Angleterre et mort le 5 juillet 1966 au Cap en Afrique du Sud), est un syndicaliste, un homme politique sud-africain, spécialiste des questions de santé et de culture physique. 
Membre successivement du parti travailliste (1910-1939) et du parti uni (1939-1945), il fut membre de la Chambre de l'assemblée (1912-1929) et du Sénat (1929-1939) ainsi que ministre des postes, des télégraphes et des travaux publics (1924-1925) puis ministre du travail et des affaires sociales (1925-1929) dans le gouvernement Hertzog. 

## Biographie
Fils aîné de Thomas Boydell et de son épouse, Sarah Jane Hackett, Thomas (Tommy) Boydell a suivi sa scolarité au collège Rutherford (1887 à 1896). Qualifié comme ajusteur, il émigre en Afrique du Sud en 1903, un an après la fin de la seconde guerre des Boers. Il travaille comme ajusteur d'abord dans les ports de marchandises du Natal puis à l'atelier du chemin de fer de Durban. Membre de l'Association syndicale des cheminots, il se distingue dans les négociations collectives portant sur le pouvoir d'achat des cheminots et, en 1909, est accrédité auprès des commissions gouvernementales où il est l'un des représentants des salariés. 
Thomas Boydell commence alors à s'intéresser à la politique et participe à la fondation du parti travailliste de l'union sud-africaine dont il devient le secrétaire et pour lequel il se présente aux premières élections générales de 1910 dans la circonscription de Durban-Greyville mais il est battu par J. G. Maydon, le candidat du parti unioniste. Néanmoins, deux ans plus tard, lors d'une élection partielle organisée en juin 1912, Boydell remporte ce siège contre Walter Greenacre, le candidat unioniste. 
Lors de la grande grève de 1914, Tommy Boydell est arrêté et accusé de complot contre le gouvernement puis libéré sous caution après avoir passé cinq jours en prison.
Boydell poursuit sa carrière politique et est réélu membre de la Chambre d'assemblée en 1915 et 1920. Au début des années vingt, alors qu'il est à cette époque vice-président du groupe parlementaire du Parti Travailliste et président du caucus, il commence à écrire quelques articles dans l'hebdomadaire politique The Guardian. 
De février 1921 à juillet 1922, il est le leader parlementaire du parti à la suite de la défaite de Frederic Creswell.
En 1924, après la victoire électorale de la coalition composée du parti travailliste et du parti national, Tommy Boydell devient ministre des Postes, des Télégraphes et des Travaux publics dans le gouvernement formé par James Barry Hertzog. Il se montre particulièrement actif dans ses fonctions et modernise le service public postal et téléphonique d'Afrique du Sud, inaugurant notamment les premiers envois postaux par avion. En sa qualité de ministre des Travaux publics, il fait procéder à l'achat par le gouvernement de la maison de Paul Kruger en janvier 1925, sauve de la démolition l'édifice de l'ancienne Cour suprême du Cap et préconise la construction de la South African National Gallery au Cap. 
En 1925, il reçoit le portefeuille du Travail. Pendant les 4 années qui suivent, il se concentre principalement à la lutte contre le chômage et à la problématique des blancs les plus pauvres (Poor White). Il est également chargé d'accompagner le prince de Galles lors de sa visite de l'Afrique du Sud en 1925. 
Sa défaite aux élections de 1929 peut être attribuée essentiellement à l'appui qu'il a donné au projet de loi créant le drapeau sud-africain et aux scissions occasionnés dans les rangs du parti travailliste, divisé entre la faction parlementaire et la direction du parti. Avec 1053 voix, Tommy Boydell est battu de justesse par le candidat du parti national (1408 voix) dans le cadre d'une élection triangulaire avec un autre candidat travailliste, Jimmy Trembath, obtenant 355 voix (la somme des voix des deux candidats travaillistes est de 1408 voix). 
En septembre 1929, Boydell est néanmoins nommé sénateur. Un an plus tard, en plein parlement, Boydell fait sensation par son tempérament impulsif. Emporté par sa fougue, il envoie un coup de poing au visage de J.S. Marwick, député de Illovo, à la suite des sous-entendus de ce dernier concernant la probité de Boydell. 
En 1930, Tommy Boydell dirige la délégation du gouvernement sud-africain à la Conférence internationale du Travail à Genève. En outre, il préconise et obtient qu'un foyer national pour les Bushmen soient institués dans le Sud-Ouest africain. 
Son mandat en tant que sénateur prend fin en 1939, après quoi Tommy Boydell rejoint le Parti uni dont il démissionne 6 ans plus tard quand il se retire de la vie politique partisane.
Ancien boxeur amateur, cycliste et joueur de rugby, patron de divers organismes caritatifs et sportifs, Tommy Boydell s'intéresse particulièrement aux questions de santé et de culture physique. Il  devient partenaire de la Radiant Health Institutel du Cap. À l'occasion, il donne des conférences à l'Institut Bernard Mac Fadden aux États-Unis et reçoit un diplôme spécialisé en santé et culture physique. Il dirige d'ailleurs sa propre clinique de santé physique au Cap (1939-1946). 
En 1953, Tommy Boydell entame une série de tournées à l'étranger, notamment en Angleterre et aux États-Unis, comme un ambassadeur itinérant auto-désigné pour l'Afrique du Sud. Il visite à ce titre les États-Unis en 1955, l'Australie en 1956, 1957 et 1959, le Ghana en 1957, et la Suède, le Danemark et l'Angleterre en 1958. Durant ses déplacements, il effectue de longs plaidoyer pour son pays sur le thème «Afrique du Sud, son peuple et ses problèmes» qu'il présente toujours sur un mode positif, que ce soit à la radio ou à la télévision ou dans la presse écrite. Il rédige également sa propre autobiographie, composé de deux volumes et publie un livre sur la question raciale en Afrique du Sud, intitulé Mon pays bien-aimé. En toutes circonstances, il se démontre comme un partisan convaincu et sincère de la politique de développement séparé connu sous le nom d'apartheid.
Veuf depuis 1943 et sans postérité, Thomas Boydell meurt au Cap le 5 juillet 1966 âgé de 83 ans.

## Distinctions
L'Université de l'état libre d'Orange lui décerne un doctorat honoris causa en philosophie en 1961, en reconnaissance de ses nombreuses années de service pour l'Afrique du Sud dans différentes sphères.
Il existe plusieurs portraits de Thomas Boydell, l'un au Parlement, un autre au South African National Gallery et le dernier entreposé aux archives du Cap.

### Sources
(en) Biographie

## Autres Liens externes
(en) Préface de Thomas Boydell au livre de Wilfrid Harrison, Memoirs of a Socialist in South Africa (1903-1947)